# Odontotrypes szetshwanus
Odontotrypes szetshwanus là một loài bọ cánh cứng trong họ Geotrupidae. Loài này được Nikolaev miêu tả khoa học năm 1977.